# Bolusiella iridifolia
Bolusiella iridifolia är en orkidéart som först beskrevs av Robert Allen Rolfe, och fick sitt nu gällande namn av Rudolf Schlechter. Bolusiella iridifolia ingår i släktet Bolusiella och familjen orkidéer.

## Underarter
Arten delas in i följande underarter:
- B. i. iridifolia
- B. i. picea